# 9 juin 2019
Le dimanche 9 juin est le 160e jour de l'année 2019.

## Décès
- Bushwick Bill, Rappeur et chanteur américain[1].
- Yves Bot, Juriste et magistrat français[2].
- Fabien Lacaf, Dessinateur français de bande dessinée[3].
- Juhani Wahlsten, Hockeyeur sur glace puis entraîneur finlandais[4].

## Événements
- Élection présidentielle au Kazakhstan ;
- Crise constitutionnelle en Moldavie : la Cour constitutionnelle invalide la nomination de la Première ministre Maia Sandu, retire tout pouvoir au Parlement, suspend le président Igor Dodon, désigne l'ex-Premier ministre Pavel Filip président par intérim et le charge de dissoudre le Parlement afin d'organiser des élections législatives anticipées.
- Le journal d'investigation The Intercept révèle que le juge Sérgio Moro et les enquêteurs chargés de l'enquête anti-corruption Lava Jato auraient comploté entre eux pour empêcher que l'ancien président brésilien Lula puisse se présenter à l'élection présidentielle de 2018. Un recours sur l'impartialité de Moro et un autre sur une demande de libération de Lula seront examinés.
- 9 et 10 juin : le massacre de Sobane-Kou fait au moins 35 morts au Mali.